# Andørja
Andørja (ou Áttir en same du Nord) est une île de Norvège située dans le comté de Troms. Elle fait partie de la municipalité d'Ibestad avec l'île de Rolla.

## Toponymie
Andørja était dénommée Andyrja en vieux norrois dont la signification est incertaine. Le toponyme est possiblement composé de and (« contre ») et de yrja « gravier » / « rocher » et pourrait faire référence aux vagues heurtant les rives rocheuses de l'île.

## Géographie
L'île est entourée par le Vågsfjorden au nord et à l'ouest et par l'Astafjorden au sud. Le détroit de Bygda sépare Andørja de l'île voisine de Rolla à l'ouest. 
Le détroit de Mjøsundet sépare quant à lui la rive est de l'île du continent. Le pont de Mjøsund (en) établit à ce niveau la connexion entre l'île et le continent tandis que le tunnel d'Ibestad (en) relie Andørja à Rolla.
Le Langlitinden (en), haut de 1 276 m, constitue le point culminant de l'île. Il est également le sommet le plus élevé situé sur une île norvégienne.